# Kim Refshammer
Kim Refshammer (* 14. September 1955 in Kopenhagen; † 25. Februar 2002 ebenda) war ein dänischer Radrennfahrer und nationaler Meister im Radsport.

## Sportliche Laufbahn
Kim Refshammer war Teilnehmer der Olympischen Sommerspiele 1976 in Montreal. Er bestritt mit dem Vierer Dänemarks die Mannschaftsverfolgung. Sein Team belegte in der Besetzung Ivar Jakobsen, Kim Refshammer, Bjarne Sørensen und Kim Gunnar Svendsen den 13. Platz.
Refshammer war Bahnradsportler. 1977 wurde er gemeinsam mit Bjarne Sørensen, Kim Gunnar Svendsen und Hans-Henrik Ørsted nationaler Meister in der Mannschaftsverfolgung.